# Tenagodus weldii
蚯蚓螺（学名：Tenagodus weldii）是蚯蚓螺科嵩毛蟶屬的一個物種:144。

## 分佈
本物種原產於澳大利亞的塔斯曼尼亞:144。

## 參看
- Tenagodus cumingii Mörch, 1861 ：中文的「蚯蚓螺」有時指的其實是這個物種。

## 外部連結
- 維基物種上的相關：Tenagodus weldii